# WWE 2K25
WWE 2K25 è un videogioco di wrestling di Visual Concepts pubblicato in data 14 marzo 2025 da 2K Sports per PlayStation 4, Xbox One, PlayStation 5, Xbox Series X e Microsoft Windows.
Il trailer del gioco è stato presentato il 28 gennaio 2025, durante la puntata di Raw.

## Bloodline Dynasty Showcase
Il nuovissimo 2K25 Showcase è presentato da “The Wiseman” Paul Heyman e presenta i wrestler del passato e del presente come Roman Reigns, The Rock, Yokozuna, Jacob Fatu e molti altri.
I giocatori possono rivivere gli scontri storici o ribaltare il copione e cambiare l'esito di alcuni incontri. Questi incontri da sogno offriranno un elemento di fantasia “what if?” per risolvere i dibattiti dei fan e avviare nuove faide, oltre ad alcune sorprese in serbo.
Inoltre, è stato confermato che lo Showcase di WWE 2K25 non sarà più caratterizzato dalla “Slingshot Technology”, ma riporterà le cutscene complete. Queste cutscene saranno completamente animate utilizzando i modelli del gioco, offrendo un approccio diverso rispetto agli Showcase precedenti.

## Lista dei match
Lo Bloodline Dynasty Showcase è diviso in tre parti:

### Tutorial Introduttivo
- WrestleMania XL: Roman Reigns vs Cody Rhodes

### Relive History
- King of the Ring 1993: Yokozuna (con Mr. Fuji) vs Hulk Hogan (con Jimmy Hart)
- Monday Night Raw 1997: Rocky Maivia vs Hunter Hearst Helmsley
- King and Queen of the Ring 2024: Nia Jax vs Lyra Valkyria
- Hell in a Cell 2017: The Usos vs The New Day (con Big E)
- NXT 2.0 2022: Solo Sikoa vs Carmelo Hayes

### Change History
- WrestleMania IX: The Headshrinkers vs The Steiner Brothers
- No Mercy 2000: Rikishi vs Stone Cold Steve Austin
- New Year's Revolution 2007: Umaga vs John Cena
- Money in the Bank 2017: Tamina vs Natalya vs Carmella (con James Ellsworth) vs Charlotte Flair vs Becky Lynch
- Super ShowDown 2020: Naomi vs Bayley
- Royal Rumble 2022: Roman Reigns vs Seth Rollins

### Create History
- Peter Maivia vs George Steele
- 3-Minute Warning vs Authors of Pain
- The Wild Samoans vs The Dudley Boyz
- Survivor Series: Wargames 2024: The OG Bloodline vs New Bloodline
- The Islanders vs Street Profits
- Your Tribal Chief vs 10 Random Anoa'i Members

## Roster
| Uomini | Uomini | Uomini | Donne | Donne | Donne | Leggende |
| Raw | SmackDown | NXT | Raw | SmackDown | NXT | Leggende |
| --- | --- | --- | --- | --- | --- | --- |
| - AJ Styles - Akam - Akira Tozawa - Austin Theory - Bron Breakker - Bronson Reed - Brutus Creed - Carlito - Chad Gable - CM Punk - Cruz Del Toro - Dominik Mysterio - Dragon Lee - El Grande Americano - Erik - Finn Bálor - Grayson Waller - Gunther - Ilja Dragunov - Ivar - JD McDonagh - Jey Uso - Joaquin Wilde - Julius Creed - Karrion Kross - Kofi Kingston - KSI - Logan Paul - Ludwig Kaiser - Otis - Pat McAfee - Penta - Pete Dunne - Rey Mysterio - Rezar - Sami Zayn - Seth Rollins - Sheamus - Tyrese Haliburton - Tyler Bate - Xavier Woods | - Aleister Black - Alex Shelley - Andrade - Angel - Angelo Dawkins - Apollo Crews - Baron Corbin - Berto - Braun Strowman - Chris Sabin - Cody Rhodes - Damian Priest - Dexter Lumis - Drew McIntyre - Elton Prince - Erick Rowan - Giovanni Vinci - Jacob Fatu - Jalen Bruson - Jimmy Uso - Joe Gacy - Johnny Gargano - Karl Anderson - Kevin Owens - Kit Wilson - LA Knight - Logan Paul - Luke Gallows - Montez Ford - Omos - R-Truth - Randy Orton - Roman Reigns - Santos Escobar - Shinsuke Nakamura - Solo Sikoa - Tama Tonga - The Miz - Tommaso Ciampa - Tonga Loa - Uncle Howdy | - Andre Chase - Ashante Adonis - Axiom - Brooks Jensen - Carmelo Hayes - Cedric Alexander - Channing Lorenzo - Charlie Dempsey - Duke Hudson - Eddy Thorpe - Ethan Page - Je'Von Evans - Joe Coffey - Josh Briggs - Lexis King - Mark Coffey - Nathan Frazer - Noam Dar - Oba Femi - Oro Mensah - Ridge Holland - Shawn Spears - Tony D'Angelo - Trick Williams - Wes Lee - Wolfgang | - Alba Fyre - Asuka - Bayley - Becky Lynch - Carmella - Dakota Kai - Isla Dawn - Ivy Nile - Iyo Sky - Kairi Sane - Kiana James - Liv Morgan - Lyra Valkyria - Maxxine Dupri - Natalya - Raquel Gonzàlez - Rhea Ripley - Scarlett - Shayna Baszler - Sonya Deville - Tegan Nox - Valhalla - Zoey Stark | - Alexa Bliss - B-Fab - Bianca Belair - Blair Davenport - Candace LeRae - Charlotte Flair - Chelsea Green - Elektra Lopez - Indi Hartwell - Jade Cargill - Katana Chance - Kayden Carter - Michin - Naomi - Nia Jax - Nikki Cross - Piper Niven - Tiffany Stratton - Zelina Vega | - Cora Jade - Fallon Henley - Gigi Dolin - Giulia - Jacy Jayne - Jaida Parker - Jakara Jackson - Jordynne Grace - Kelani Jordan - Lash Legend - Lola Vice - Nikkita Lyons - Roxanne Perez - Shotzi - Sol Ruca - Stephanie Vaquer - Tatum Paxley - Thea Hail - Wendy Choo | - Abyss - Afa - Alundra Blayze - André the Giant - Batista - Big E - Billy Graham - Billy Gunn - The Boogeyman - Booker T - Bray Wyatt - Bret Hart - British Bulldog - Bruno Sammartino - Bubba Ray Dudley - Bull Nakano - Cactus Jack - Chyna - D-Von Dudley - D'Lo Brown - Diamond Dallas Page - Diesel - Doink the Clown - Dude Love - Dusty Rhodes - Eddie Guerrero - Eric Bischoff - Eve Torres - Faarooq - George Steele - The Great Khali - The Great Muta - Harley Race - Headbanger Mosh - Headbanger Thrasher - Headshrinker Fatu - Headshrinker Samu - Hollywood Hogan - Honky Tonk Man - Hulk Hogan - Hunter Hearst Helmsley - The Iron Sheik - Islander Haku - Islander Tama - Jake Roberts - Jamal - JBL - Jesse Ventura - Jim Neidhart - John Cena - Junkyard Dog - Kane - Ken Shamrock - Kevin Nash - Kurt Angle - Lex Luger - Lita - Mankind - Mark Henry - Maryse - Michelle McCool - Molly Holly - Mr. Perfect - New Jack - Paul Orndoff - Peter Maivia - Randy Savage - Rick Rude - Razor Ramon - Rick Steiner - Ricky Steamboat - Rikishi - Road Rogg - Rob Van Dam - Rocky Maivia - Rosey - Roddy Piper - Sandman - Scott Hall - Scott Steiner - Sensational Sherri - Shaquille O'Neal - Shawn Michaels - Sid Justice - Sika - Stacy Keibler - Stardust - Stephanie McMahon - Stone Cold Steve Austin - Syxx - Tamina - Terry Funk - The Fiend - The Hurricane - The Rock - Tito Santana - Triple H - Trish Stratus - Tyler Breeze - The Ultimate Warrior - Umaga - Undashing Cody Rhodes - The Undertaker - Vader - Victoria - Wade Barrett - William Regal - X-Pac - Yokozuna |

### Tag team e stable
- DIY
- A-Town Down Under
- Alpha Academy
- American Made
- The Creed Brothers
- Bianca Belair & Jade Cargill
- The Bloodline
- Brawling Brutes
- The Brothers of Destruction
- Chase U
- Damage CTRL
- Kabuki Warriors
- Dudley Boyz
- The Family
- The Fatal Influence
- Authors of Pain
- Fraxiom
- Gallus
- The Hart Foundation
- The Headbangers
- The Miz & Maryse
- Imperium
- The Judgement Day
- Karrion Cross & Scarlett
- Karl Anderson & Luke Gallows
- Katana Chance & Kayden Carter
- Latino World Order
- Legado Del Fantasma
- The Meta-Four
- Motor City Machine Guns
- The New Age Outlaws
- New Catch Repubblic
- The New Day
- New World Order
- The OG Bloodline
- Piper Niver & Chelsea Green
- Pretty Deadly
- Pure Fusion Collective
- The Rock 'n' Sock Connection
- The Steiner Brothers
- The Street Profits
- The Terror Twins
- The Unholy Union
- The War Raiders
- Two Dudes with Attitudes
- Wyatt Sicks

### Campioni
Raw
- World Heavyweight Champion: Gunther
- WWE Women's Intercontinental Champion: Lyra Valkyria
- WWE Intercontinental Champion: Bron Breakker
- WWE Raw Tag Team Champions: The War Raiders
- WWE Raw Women's World Champion: Rhea Ripley

SmackDown
- Undisputed WWE Champion: Cody Rhodes
- WWE United States Champion: Shinsuke Nakamura
- WWE SmackDown Tag Team Champions: DIY
- WWE Smackdown Women's Champion: Tiffany Stratton
- WWE Women's United States Championship: Chelsea Green
- WWE Women's Tag Team Champions: Bianca Belair e Naomi

NXT
- NXT Champion: Oba Femi
- NXT North American Champion: Tony D'Angelo
- NXT Tag Team Champions: Fraxiom
- NXT Women's Champion: Roxanne Perez
- NXT Women's North American Champion: Fallon Henley

## Arene
- Raw 2025 (Netflix)
- Raw 2011
- Raw 2002
- Raw is War 1997
- SmackDown 2024
- SmackDown 2002
- NXT 2024
- NXT 2.0
- Main Event 2024
- WCW Monday Nitro 1998
- Payback 2023
- Tribute to the Troops 2023
- Raw: Day 1 (2024)
- New Year's Revolution 2024
- Royal Rumble 2024
- Elimination Chamber: Perth (2024)
- WrestleMania XL (2024)
- WrestleMania 41 (2025)
- Backlash France (2024)
- King & Queen of the Ring 2024
- Crown Jewel 2024
- Clash at the Castle: Scotland 2024
- Money in the Bank 2024
- SummerSlam 2024
- Bash in Berlin (2024)
- Bad Blood 2024
- Survivor Series: WarGames 2024
- NXT Deadline (2023)
- NXT New Year's Evil (2024)
- NXT Vengeance Day (2024)
- NXT: Roadblock (2024)
- NXT Stand & Deliver (2024)
- NXT Spring Breakin' (2024)
- NXT Battleground: Las Vegas (2024)
- NXT Heatwave (2024)
- NXT: The Great American Bash (2024)
- NXT No Mercy 2024
- NXT Halloween Havoc 2024
- SummerSlam 1988
- WrestleMania IX (1993)
- King of the Ring 1993
- No Mercy 2000
- ECW: One Night Stand 2006
- New Year's Revolution 2007
- WrestleMania 31 (2015)
- Money in the Bank 2017
- Hell in a Cell 2017
- Mixed Match Challenge
- Super Showdown 2020
- Survivor Series 2021
- Royal Rumble 2022
- Hell in a Cell 2022
- WCW Fall Brawl 1994
- WCW Fall Brawl 1995
- WCW Souled Out 1997
- WCW Halloween Havoc 1997